# Bayard Taylor Horton
Bayard Taylor Horton (ur. 6 grudnia 1895 w City Gate, zm. 6 lipca 1980 w Rochester) – amerykański lekarz.
Po ukończeniu w 1922 roku studiów medycznych na University of Virginia, w latach 1923-1925 pracował w University of Virginia Hospital. Był także profesorem biologii w Emory and Henry College w Emory w stanie Wirginia. W roku 1925, Horton rozpoczął stypendium w Mayo Graduate School of Medicine. Wszedł w skład kadry lekarskiej Mayo Clinic w roku 1929. Od 1940 został mianowany dyrektorem Wydziału Badań Naukowych. Po okresie pracy w Mayo Clinic odszedł w 1958 i przeniósł się do Sun City w stanie Arizona.

Domeną jego pracy naukowej były przede wszystkim: nadciśnienie tętnicze i choroby naczyń.
Niektóre z osiągnięć naukowych Bayarda Taylora Hortona:
- badania nad zapaleniem tętnicy skroniowej (olbrzymiokomórkowe zapalenie tętnic), nazywanym także chorobą Hortona
- neuralgia Hortona (klasterowy ból głowy)
- test Hortona - nie stosowany już obecnie test prowokacyjny z histaminą wykorzystywany w diagnostyce różnicowej nawracających bólów głowy

## Wybrane prace
- Horton BT, Magath TB, Brown GE. An undescribed form of arteritis of the temporal arteries. Proc Staff Meet Mayo Clin 1932; 7: 700-701.
- A new syndrome of vascular headache: results of treatment with histamine: preliminary report. With A. R. MacLean and W. M. Craig. Mayo Clinic Proceedings, Rochester, Minnesota 1939, 14: 257-260.
- The use of histamine in the treatment of specific types of headaches. Journal of the American Medical Association, Chicago, 1941, 116: 377-83.
- Histaminic cephalgia (Horton's headache or syndrome). Maryland State Medical Journal, Baltimore, 1961, 10: 178-203.